# Pallone d'oro 2001

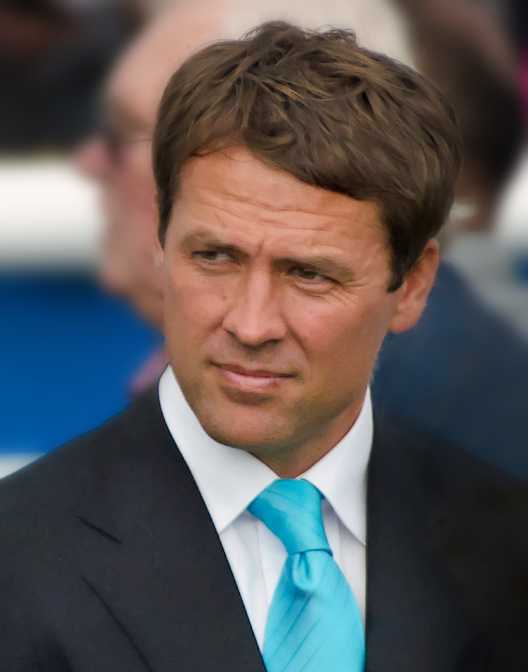
Michael Owen, vincitore del Pallone d'oro 2001

L’edizione 2001 del Pallone d'oro, 46ª edizione del premio calcistico istituito dalla rivista francese France Football, fu vinta dall'inglese Michael Owen (Liverpool).
I giurati che votarono furono 51, provenienti da Albania, Andorra, Armenia, Austria, Azerbaigian, Belgio, Bielorussia, Bosnia ed Erzegovina, Bulgaria, Cipro, Croazia, Danimarca, Estonia, Finlandia, Francia, Galles, Georgia, Germania, Grecia, Inghilterra, Irlanda, Irlanda del Nord, Islanda, Isole Fær Øer, Israele, Italia, Jugoslavia, Lettonia, Liechtenstein, Lituania, Lussemburgo, Macedonia, Malta, Moldavia, Norvegia, Paesi Bassi, Polonia, Portogallo, Repubblica Ceca, Romania, Russia, San Marino, Scozia, Slovacchia, Slovenia, Spagna, Svezia, Svizzera, Turchia, Ucraina e Ungheria.